# Hipoteza Gastrei

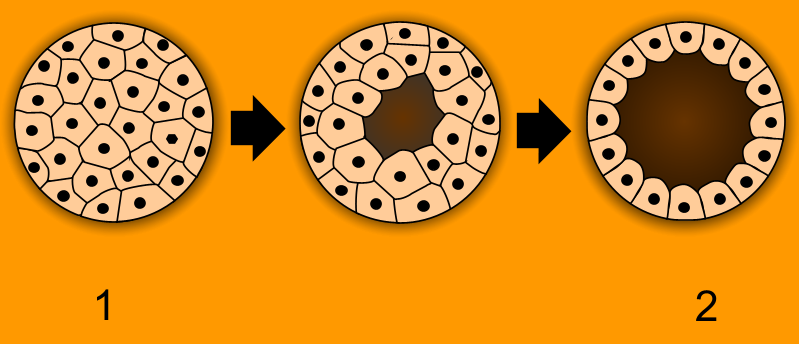
Przebieg blastulacji: 1. morula 2. blastula

Hipoteza Gastrei – jedna z hipotez postawionych w celu wytłumaczenia powstania wielokomórkowców (Metazoa), a więc zwierząt.
Stanowi ona zastosowanie prawa biogenetycznego Haeckla, stanowiącego, że w ogólnym zarysie rozwój ontogenetyczny danego osobnika jest powtórzeniem filogenetycznej drogi, jaką przebiegała ewolucja jego taksonu. Obserwując rozwój tkankowców, dostrzec można stadia blastuli o pojedynczej warstwie komórek i następnie gastruli o warstwie podwójnej. Wobec powyższego Haeckel wnosił o istnieniu przodka tkankowców o budowie przypominającej gastrulę, powstałego z przodka podobnego do moruli. Organizmy taki ochrzcił odpowiednio mianem gastrei i blastei.

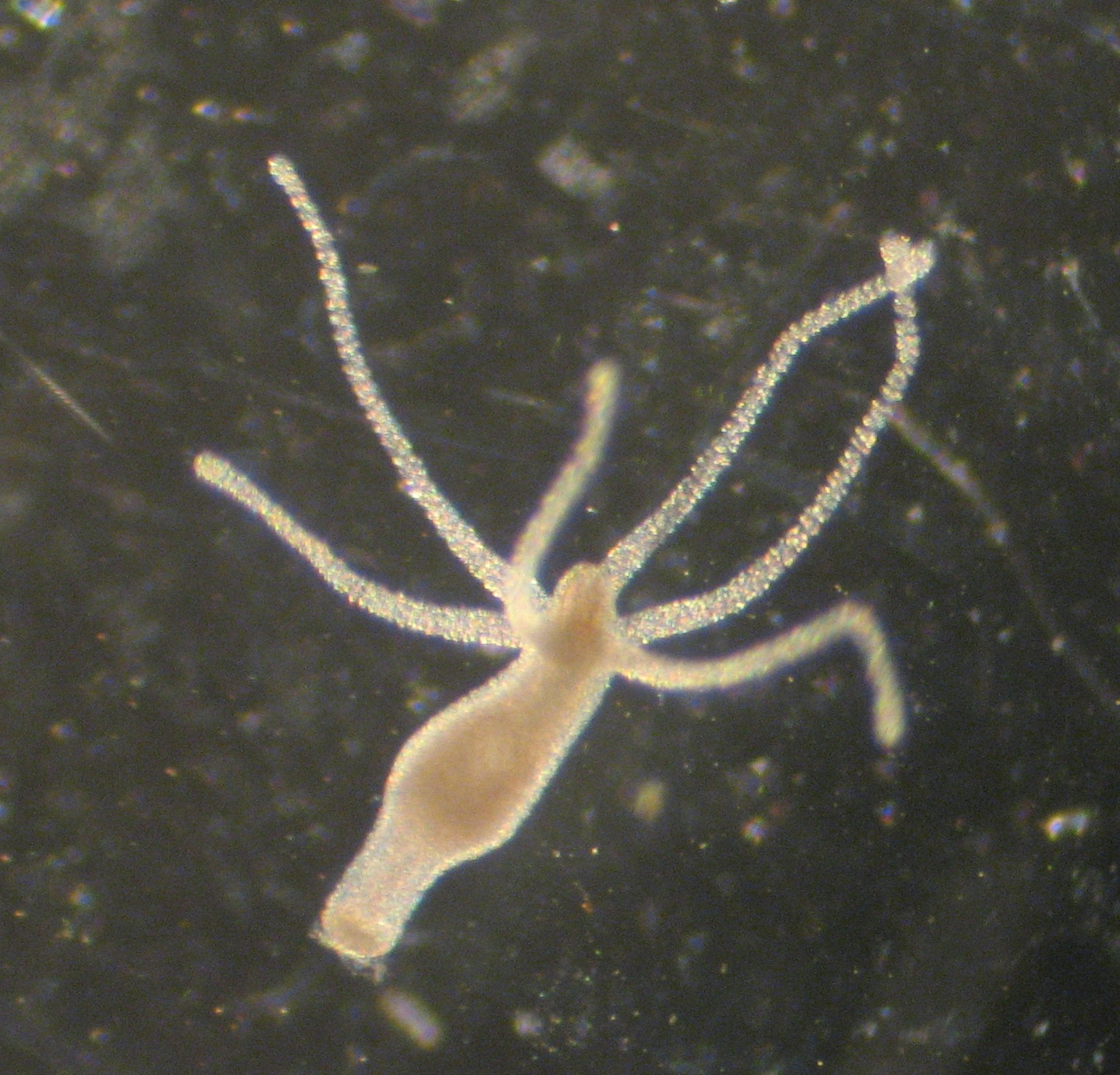
Wśród obecnych taksonów budowę gastruli mają parzydełkowce i płaskowce. Na zdjęciu należąca do tych pierwszych stułbia pospolita

Pomysł Haeckla odgrywa duże znaczenie w dzisiejszych próbach wyjaśnienia pochodzenia zwierząt, a konkretnie w hipotezach integracji. Różnią się one zakładanym sposobem gastrulacji, bowiem wśród współczesnych zwierząt opisano różne sposoby jej zachodzenia. Wyróżnia się mianowicie inwaginację, emigrację, epibolię, imigrację. Hipoteza Haeckla wykorzystuje gatrulację przez inwaginację. Innymi słowy, w obrębie pierwotnej blastei doszło do wpuklenia (czyli inwaginacji) warstwy komórek, ze stadium pośrednim zwanym z kolei depeą. W efekcie powstałaby gastrea, w budowie której można by wyróżnić już coś na kształt jelita. Byłaby więc tkankowcem o najmniejszym możliwym stopniu organizacji. Z uwagi na formę gastruli propozycja Haeckla zalicza się do teorii powstawania pelagicznych form gastruli.
Wśród taksonów obecnych w dzisiejszej faunie etap rozwoju gastruli reprezentować mają parzydełkowce i płaskowce.